# Jon Spaihts
Jonathan S. Spaihts (New York, 4 febbraio 1970) è uno sceneggiatore statunitense.

## Biografia
Jon Spaihts nasce a New York da padre ingegnere elettronico e madre programmatrice. Si laurea all'Università di Princeton, dove inizia a scrivere saggi e sceneggiature.

### Carriera
Nel 2007, Spaihts viene notato dall'industria cinematografica quando la sua sceneggiatura per un film di fantascienza, Passengers,  viene inclusa nella Black List, la lista annuale delle migliori sceneggiature non prodotte. Mentre varie case di produzione entrano in trattative per ottenere i diritti di Passengers, Spaihts scrive per New Regency il fantascientifico L'ora nera (2011), e viene ingaggiato dalla Scott Free Productions per scrivere due prequel della serie di Alien. La sceneggiatura di Spaihts, riscritta da Damon Lindelof, diverrà poi Prometheus (2012).
Lo stesso anno, Spaihts viene ingaggiato per scrivere il reboot de La mummia, distribuito nel 2017 con protagonista Tom Cruise. Nel 2014 viene scelto per sceneggiare il film del Marvel Cinematic Universe Doctor Strange (2016). Lo stesso anno, i diritti di Passengers vengono acquistati dalla Sony, che distribuisce il film nel 2016 per la regia di Morten Tyldum.

## Filmografia

### Sceneggiatore
- L'ora nera (The Darkest Hour), regia di Chris Gorak (2011)
- Prometheus, regia di Ridley Scott (2012)
- Doctor Strange, regia di Scott Derrickson (2016)
- Passengers, regia di Morten Tyldum (2016)
- La mummia (The Mummy), regia di Alex Kurtzman (2017)
- Dune, regia di Denis Villeneuve (2021)
- Dune - Parte due (Dune: Part Two), regia di Denis Villeneuve (2024)

### Produttore esecutivo
- Passengers, regia di Morten Tyldum (2016)
- Dune, regia di Denis Villeneuve (2021)
- Dune - Parte due (Dune: Part Two), regia di Denis Villeneuve (2024)
- Dune: Prophecy – serie TV (2024)